# San Gimignano Vin Santo Occhio di Pernice
Il San Gimignano Vin Santo Occhio di Pernice è un vino DOC la cui produzione è consentita nella provincia di Siena.

## Caratteristiche organolettiche
- colore: da rosa intenso a rosa pallido
- odore: intenso
- sapore: dolce, morbido, vellutato, rotondo

## Produzione
Provincia, stagione, volume in ettolitri
- nessun dato disponibile